# 小孤家水库
小孤家水库，位于中华人民共和国辽宁省清原满族自治县县城清原镇东北10千米处，是小孤家子河下游干流上一座中型水库。工程最早始建于1970年，当时是按小（Ⅰ）型水库，之后按中型水库规模扩建，中途因资金问题停工，1985年续建，1997年竣工。水库总库容2002万立方米，兴利库容969万立方米。大坝位于清原镇椴木沟村小孤家子，为黏土心墙坝，坝高30.5米，坝顶长347米，坝址以上集水面积121平方千米。小孤家水库年均为清原县城供水1033万立方米，灌溉农田233公顷。